# Ildfluer
Ildfluer (Lampyridae) er en familie af biller. To af familiens arter findes i Danmark, sankthansorm og lille sankthansorm.